# Camptodiplosis
Camptodiplosis is een muggengeslacht uit de familie van de galmuggen (Cecidomyiidae).

## Soorten
- C. auriculariae Buxton & Barnes, 1953
- C. boleti (Kieffer, 1901)